# John Scott (regatista)
John Malcolm Scott (29 de septiembre de 1934-25 de mayo de 1993) fue un deportista australiano que compitió en vela en la clase 12 m2 Sharpie. Participó en los Juegos Olímpicos de Melbourne 1956, obteniendo una medalla de plata en la clase 12 m2 Sharpie.

## Palmarés internacional
| Juegos Olímpicos | Juegos Olímpicos      | Juegos Olímpicos | Juegos Olímpicos |
| Año              | Lugar                 | Medalla          | Clase            |
| ---------------- | --------------------- | ---------------- | ---------------- |
| 1956             | Melbourne (Australia) | Medalla de plata | 12 m2 Sharpie    |